# Derrick Norman Lehmer
Derrick Norman Lehmer (27 juillet 1867 - 8 septembre 1938) est un mathématicien et théoricien des nombres américain.

## Éducation
Il fait ses études à l'université du Nebraska à Lincoln, obtenant un baccalauréat en 1893 et une maîtrise en 1896. Lehmer obtient son doctorat de l'université de Chicago en 1900 pour une thèse Asymptotic Evaluation of Certain Totient-Sums sous la direction d'Eliakim Hastings Moore.

## Carrière

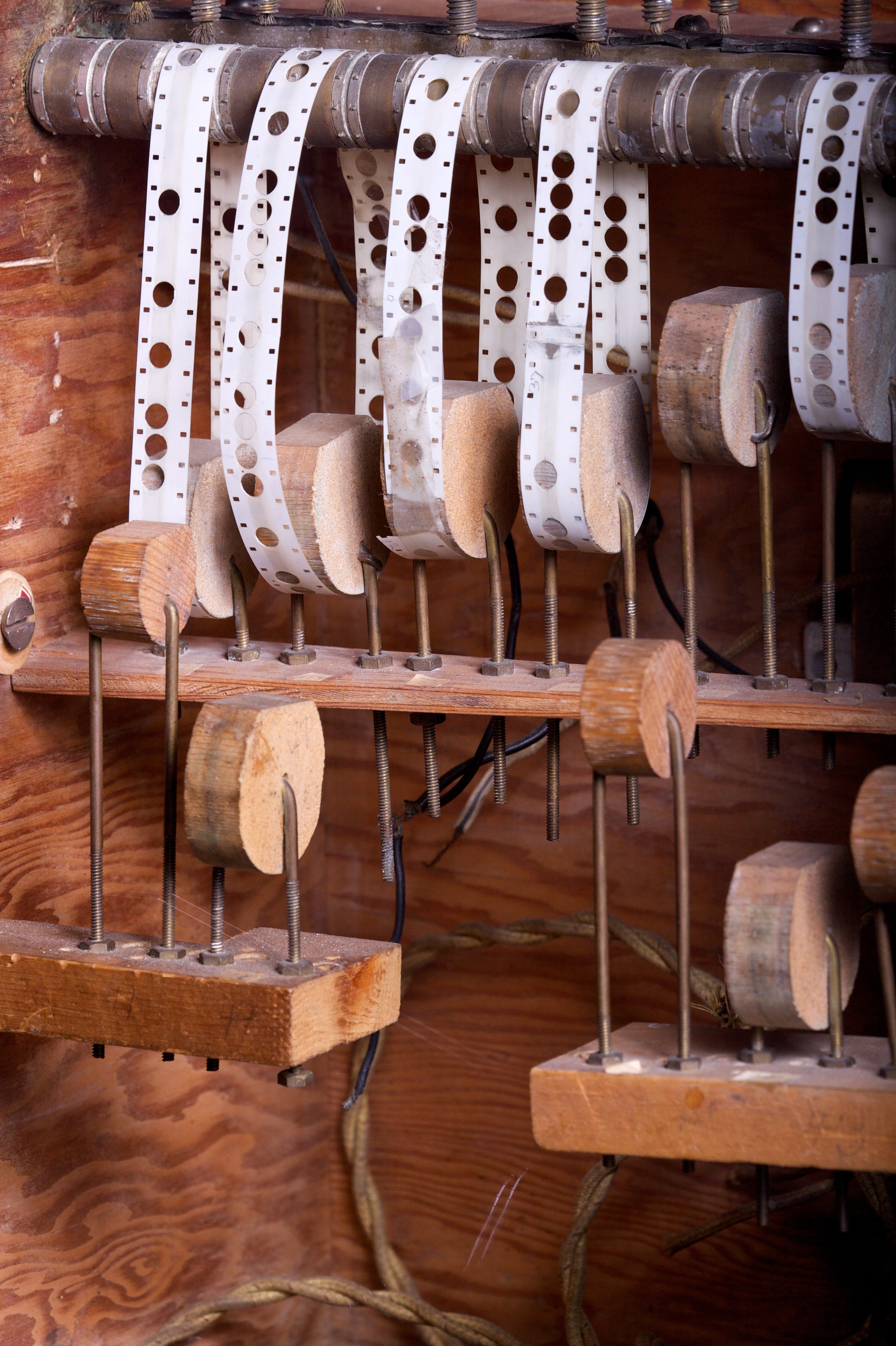
Crible de Lehmer.

Il est nommé instructeur de mathématiques à l'université de Californie à Berkeley en 1900 et épouse Clara Eunice Mitchell le 12 juillet 1900 à Decatur. Il est promu professeur à Berkeley en 1918 et y enseigne jusqu'à sa retraite en 1937.
En 1903, il présente une factorisation du nombre 8 616 460 799, dont William Stanley Jevons affirmait qu'il est trop difficile à factoriser, à la section de San Francisco de l'American Mathematical Society.
Lehmer publie des tables de nombres premiers et de décomposition en produit de facteurs premiers, atteignant 10 017 000 en 1909. Il développe une variété de dispositifs de factorisation et de calcul mécaniques et électromécaniques, tels que le crible de Lehmer (en), un dispositif mécanique qui met en œuvre le concept de crible utilisé en théorie des nombres, construit avec son fils Derrick Lehmer.
Lehmer a également écrit des poèmes, des chansons, deux opéras et une pièce de théâtre non publiée, mettant en scène Edward Kelly et John Dee.
En 1932, il a reçu un doctorat honorifique de l'université du Nebraska. Il était Fellow de l'Association américaine pour l'avancement des sciences et vice-président de la Mathematical Association of America.

## Publications (sélection)
- D. N. Lehmer, « Arithmetical theory of certain Hurwitzian continued fractions », Proc Natl Acad Sci U S A, vol. 4, no 8,‎ 1918, p. 214–218 (PMID 16576302, PMCID 1091449, DOI 10.1073/pnas.4.8.214 , Bibcode 1918PNAS....4..214L)
- D. N. Lehmer, « On Jacobi's extension of the continued fraction algorithm », Proc Natl Acad Sci U S A, vol. 4, no 12,‎ 1918, p. 360–364 (PMID 16576328, PMCID 1091496, DOI 10.1073/pnas.4.12.360 , Bibcode 1918PNAS....4..360L)
- D. N. Lehmer, « On a new method of factorization », Proc Natl Acad Sci U S A, vol. 11, no 1,‎ 1925, p. 97–98 (PMID 16586982, PMCID 1085844, DOI 10.1073/pnas.11.1.97 , Bibcode 1925PNAS...11...97L)
- D. N. Lehmer, « A theorem on factorization », Bull. Amer. Math. Soc., vol. 33, no 1,‎ 1927, p. 35–36 (DOI 10.1090/s0002-9904-1927-04299-9 , MR 1561316)
- D. N. Lehmer, « Inverse ternary continued fractions », Bull. Amer. Math. Soc., vol. 37, no 8,‎ 1931, p. 565–569 (DOI 10.1090/s0002-9904-1931-05206-x , MR 1562198)
- D. N. Lehmer, « On the enumeration of magic cubes », Bull. Amer. Math. Soc., vol. 40, no 12,‎ 1934, p. 833–837 (DOI 10.1090/s0002-9904-1934-05976-7 , MR 1562983)